# Dylan Bouwmans
Dylan Bouwmans (Gemert, 16 januari 1997) is een Nederlandse voormalige wegwielrenner die laatstelijk van in 2021 voor Metec-Solarwatt p/b Mantel uitkwam. Hij is de zoon van oud-prof Eddy Bouwmans.

## Carrière
In 2016 verruilde hij zijn club Willebrord Wil Vooruit voor Rabobank Development Team. Zijn debuut voor zijn nieuwe ploeg maakte hij in de Ster van Zwolle, die hij afsloot op plek 42. In 2017 maakte hij de overstap naar Metec-TKH Continental Cyclingteam p/b Mantel. In september van dat jaar won hij het bergklassement van de Olympia's Tour.

## Overwinningen
2015
Grote Prijs Bati-Metallo
2017
Bergklassement Olympia's Tour

## Resultaten in voornaamste wedstrijden
|      | \| Jaar \| Parijs-Tours \| \| ---- \| ------------ \| \| 2019 \| 58e \| |
| Jaar | Parijs-Tours                                                            |
| 2019 | 58e                                                                     |

## Ploegen
- 2016 –  Rabobank Development Team
- 2017 –  Metec-TKH Continental Cyclingteam p/b Mantel
- 2018 –  Metec-TKH Continental Cyclingteam p/b Mantel
- 2019 –  Metec-TKH Continental Cyclingteam p/b Mantel
- 2020 –  Metec-TKH Continental Cyclingteam p/b Mantel
- 2021 –  Metec-Solarwatt p/b Mantel

Bax · Bol · Bouwmans · Budding · Cornelisse · Godrie · Gunst · van der Heijden · Hofstede · Honigh · Korevaar · Lenderink · Maas · Meijers · Nieuwenhuis · Nieuwpoort · Olieslagers · Tusveld · de Vries · Wouters
Ariesen · van Bakel · van den Berg · Bouwmans · Dekker · Eising · Gmelich Meijling · Hamelink · van der Horst · de Kleijn · Krul · de Laat · de Lange · Lindenburg · Nieuwpoort · van der Tuuk